# Флавій Орест
Флавій Орест (лат. Flavius Orestes, * ?—  28 серпня 476, П'яченца) — давньоримський воєначальник, батько останнього імператора  Західної Римської імперії Ромула Августа, magister militum італійських військ.

## Кар'єра
Уродженець Паннонії, син сенатора Флавія Валерія Татула також з Паннонії, і можливо мав німецьке коріння. Після того, як Паннонією став правити вождь гунів Аттіла, Орест приєднався до нього, зайнявши високу посаду секретаря (нотаря) у 449 - 452  роках. У 449 році був відправлений послом у Константинополь до імператора Валентиніана III.
У 475 році Орест був призначений magister militum і патрицієм імператором Західної Римської Імперії — Юлієм Непотом, що стало помилкою володаря. До 28 серпня 475 року Орест на чолі федератів захопив владу в столиці імперії Равенні. Непоту довелося втікати у Далмацію, де він і продовжив правити аж до своєї смерті у 480 році. У зв'язку з цим Орест звів свого сина Ромула в ранг авґуста. Так Ромул Август став наймолодшим імператором — йому було тоді всього 12 років.

## Короткий час правління
У 475 - 476 роках Орест був фактичним правителем Західної імперії. Східні Імператори Зенон і Василіск не прийняли нову владу на заході, і вважали лише Непота своїм повноправним партнером в управлінні Імперією. Але зайняті громадянською війною один з одним, жоден з них не виступив проти Ореста.
У той же час Орест був вільний карбувати нові монети, щоб розплачуватися з найманцями своєї армії. Але відмовивши герулам, скірам і туркілінгам (італ. Turcilingi) у вирішенні питання про поселення на італійській землі, Орест викликав їх невдоволення. Племена влаштували війну, об'єднавшись під проводом німецького вождя Одоакра, якого пізніше вони обрали своїм царем. Орест капітулював під П'яченцою і його було взято в полон, а незабаром після 28 серпня 476 року він був страчений Одоакром. Через кілька тижнів Равенна була захоплена, а Ромул Август повалений. Цю подію зазвичай називають падінням Західної Римської імперії.

## Наслідки
Після цих подій склалося дві думки щодо того, хто був останнім правителем Західного Риму. Ромула Августа вважають узурпатором, а Непот формально був імператором, коли Одоакр взяв владу у Равенні. Багато хто вважає, що Непот, який правив до 480 року у Далмації, є останнім імператором. До того ж Одоакр не претендував на трон після повалення Ромула. Але багато сучасників Непота не визнавали його владу, після того, як він втік до своєї провінції.